# Hášimovci
Hášimovci (arabsky al-Hášimí) také Hášimové nebo dynastie Hášimovců je současný vládnoucí rod v Jordánsku (od 1921). Nejprve vládli v Hidžázu (1916–1925), odkud byli vytlačeni panovníky z dynastie Saúdů. Vládli také v Iráku (v letech 1921–1958) a krátce i v Sýrii (1920).
Za zakladatele dynastie je pokládán Hášim ibn ʿAbd Manáf (odhadem 464–497 n. l.) praděd proroka Muhammada, již oba pocházeli z kmene Kurajšovci, kde Hášim ibn ʿAbd Manáf položil základ linie Banú Hášim, tj. pozdějších Hášimovců. Dnešní Hášimovci jsou tedy větví rodu Banú Hášim, jež byla jednou z větví kmene Kurajšovců. Za zakladatele moderní éry dynastie je považován Husajn ibn ʿAlí al-Hášimí, který byl v roce 1916 prohlášen králem Hidžázu. Synové Husajna ibn ʿAlího, obsadili také trůny Sýrie (krátce v roce 1920), Iráku (do 1958) a Jordánska, kde rod vládne dodnes.
O rok později však abdikuje a na jeho místo nastupuje jeho nejstarší syn Alí, který ovšem ztrácí trůn v důsledku vojenské porážky ve prospěch ʿAbda ʿAzíze al-Saúda, čímž Hášimovci roku 1925 přicházejí o Hidžáz.
Hášimovci se považují za potomky legendárního proroka Muhammada. Tuto tezi stavějí na tom že jsou potomky Hasana ibn ʿAlího syna Fátimy (Muhammadovy dcery) a jejího manžela ʿAlího. Současný jordánský král Abdalláh II. je údajně ve 43. generaci přímým potomkem proroka Muhammada.

## Chalífové a imámové
Mezi Hášimovci bylo několik chalífů (a imámů). S výjimkou Muhammada, který je prorokem, a Husajna ibn ʿAlího, který se jím v moderní době sám prohlásil, byla většina tzv. volenými chalífy nebo imámy.
- prorok Muhammad – zakladatel islámu, jeho příslušnost ke klanu Hášimovců není dodnes prokázána

- ‘Alí – také 4. chalífa, Mohamedův zet´ a bratranec
- Hasan ibn ‘Alí – 2. imám, měl se stát 5. chalífou, syn Alího
- Husajn ibn ‘Alí – 3. imám, syn ‘Alího
- Zajn al-ʿÁbidín – 4. imám, syn Husajna
- Muhammad al-Bákir – 5. imám, syn Zajna
- Džaʿfar as-Sádik – 6. imám, syn al-Bákira
- Músá al-Kázim – 7. imám, syn Džaʿfára
- ‘Alí ar-Ridá – 8. imám, syn Músi
- Muhammad at-Taqí – 9. imám, syn ar-Ridy
- ‘Ali al-Hádí – 10. imám,
- Hasan al-ʿAskarí – 11. imám,
- Muhammad al-Mahdí – 12. imám, syn al-ʿAskaríího

- Husajn ibn Alí (al-Hášimí) – v roce 1924 se sám prohlásil chalífou a králem všech Arabů, nebyl však uznán ostatními sunnitsko-muslimskými vládci.

## Emírové Mekky a králové Hidžázu (od 1916)

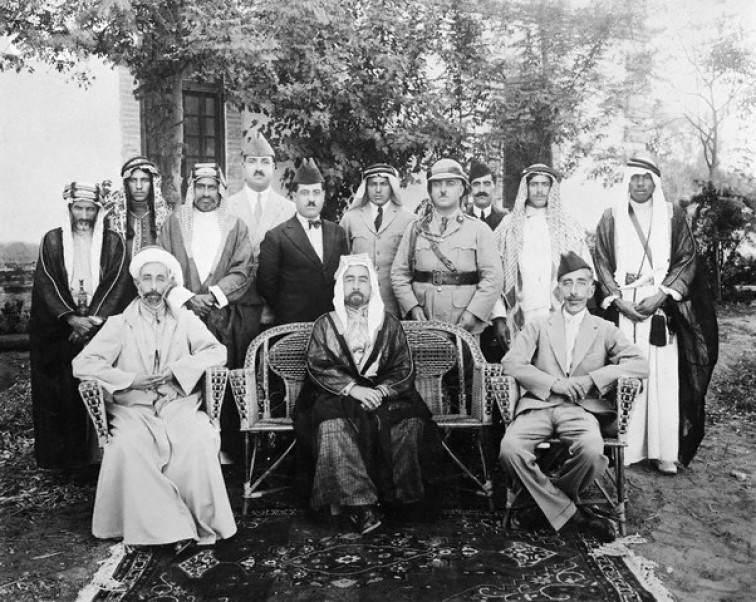
Synové šarifa Husajna (sedící): Alí, Abdalláh I., Fajsal I.

Hidžázu a s ním svatým místům Mekce a Medíně vládly v letech 967–1201 různé šarifovské rody. Arabské slovo šarif znamená urozený. Potomci "krále" Hasana ibn Alího (syn Fátimy a Alího) získali město Mekku s okolím zhruba okolo roku 1201 a vládli jí až do roku 1925, kdy byli z Hidžázu vyhnáni Saúdovci pod vedením Abdula Azíze al-Saúda kterého podporovala islámská sekta wahhábovců.

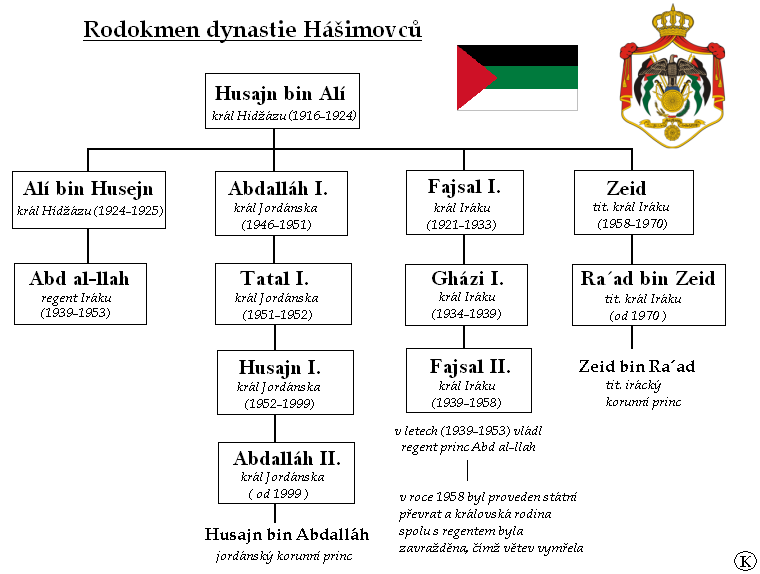
Rodokmen Hášimovců

V roce 1517 uznali šarífové z Mekky suverenitu osmanské říše, pod níž Mekka a přilehlé okolí zůstalo až do roku 1916, kdy se šaríf a emír Mekky Husajn ibn Alí al-Hášimí prohlásil (s podporou Britů) králem Hidžázu a zahájil arabský odpor vůči osmanským Turkům. V roce 1924 po zrušení chalífátu v Turecku a jeho prohlášení republikou se Husajn bin Alí prohlásil chalífou (a také králem všech Arabů), nebyl však uznán ostatními sunnitsko-muslimskými vládci. V roce 1924 abdikoval ve prospěch nejstaršího syna Alího. Během let 1201–1916 Hášimovci několikrát o vládu nad svatým městem Mekkou přišli, definitivně však až právě v roce 1925. V témže roce byl hlavní protivník Hášimovců ʿAbd Azíz al-Saúd z rodu Saúdú korunován ve velké mešitě v Mekce, králem Hidžazu.
Pro Hášimovce to však neznamenalo konec jejich vlády, Husajnův syn Alí ibn Husajn však o Hidžáz přišel, ale jeho další syn Abdalláh I. se stal panovníkem Jordánska, syn Fajsal I. získal Sýrii (o kterou ale přišel) a Irák. Poslední ze synů Zejd se po roce 1958 stal hlavou rodu a také titulárním iráckým králem.

### Šarífové a emírové Mekky
seznam není úplný
- ‘Awn ar-Rafík bin Muhammad (1882–1905)
- ‘Alí bin Abdulláh bin Muhammad (1905–1908)
- Husajn ibn Alí al-Hášimí (1908–1916), v roce 1916 se prohlásil králem Hidžázu.

### Králové Hidžázu (od 1916)
- Husajn ibn ʿAlí al-Hášimí (1916–1924)
- ‘Alí ibn Husajn (1924–1925), odešel s rodinou do Iráku, zemřel roku 1935, jeho syn

Alího syn Abdalláh byl v letech 1939–1953 regent za nezletilého iráckého krále Fajsala II.

## Iráčtí králové

Znak iráckého království

Po první světové válce připadla oblast Iráku Velké Británii jako mandátní území. Roku 1921 byla ustanovena monarchie pod vládou Hášimovců a králem Iráku byl vybrán Abdalláh, kterého vzápětí připravil o trůn jeho bratr Fajsal (Abdalláh byl odškodněn vládou nad Jordánskem), kterým se ujal vlády pod britským protektorátem. Formální nezávislost Iráckého království byla vyhlášena 3. října 1932. Roku 1933 jen rok po vyhlášení nezávislosti zemřel král Fajsal a na trůn nastoupil jeho syn Gházi, který však vládl jen do roku 1939, kdy zemřel při autonehodě. Roku 1939 po smrti krále Gházího se králem stal jeho tehdy čtyřletý syn Fajsal, za kterého ale do jeho plnoletosti vládl jako regent jeho strýc Abdalláh. V roce 1953 dosáhl král Fajsal II. plnoletosti, ale regent princ Abdalláh se pořád snažil ovlivňovat vládu nad zemí. V roce 1958 byl proveden vojenský převrat vedený Abdem al-Karim Qasimem při němž byli na nádvoří královského paláce zastřeleni král Fajsal II., bývalý regent princ Abdalláh a několik žen z královské rodiny.
- Fajsal. (1921–1933)
- Gházi I. (1933–1939) – zemřel při autonehodě
- Fajsal II. (1939–1958) – zastřelen při státním převratu
  - Abdalláh – regent (1939–1953) za nezletilého Fajsala II.

### Titulární iráčtí králové
Od roku 1958 do své smrti roku 1970 byl princ Zejd jako poslední žijící syn Husajna ibn ʿAlího hlavou rodu a hlavou irácké královské dynastie v exilu, od zavraždění krále Fajsala II. (1958) žil s rodinou v Londýně, kde byl v době převratu iráckým velvyslancem.
- Zejd (1958–1970)
- Raʿad (od 1970)

Následník
- Zejd bin Raʿad – syn krále Raʿada

## Jordánští králové

Znak jordánského království

V 16. století území Jordánska zabrala Osmanská říše, která ovládala území do konce první světové války, kdy ho dobyli Britové. Roku 1921 Britové zřídili na tomto území protektorát a emirát Zajordánsko, nad nímž svěřili vládu hášimovskému vládci Abdalláhovi, který byl zvolen králem Iráku, ale byl připraven o vládu svým bratrem Fajsalem. Období britského protektorátu nad Zajordánskem skončilo v roce 1946 vyhlášením nezávislosti Zajordánského království. V roce 1949 byl změněn název státu na Jordánsko.
- Abdalláh I. (1921–1951), emír, od roku 1946 král (Za)Jordánska
- Talál I. (1951–1952), jeho syn, abdikoval ze zdravotních důvodů
- Husajn I. (1952–1999), jeho syn
- Abdalláh II. (od 1999), jeho syn, ve 43. generaci údajný přímý potomek proroka Muhammada

Následník
- Husajn, jordánský korunní princ, syn krále Abdalláha II.

## Členové a rodokmen

### Původ
Zdroje:

### Jordánská hlavní větev
- Král a královna (panovník a jeho manželka)
  - Korunní princ a princezna Radžwa (králův starší syn a snacha)
  - Princezna Iman a Jameel Alexander Thermiótis (králova starší dcera a zeť)
  - Princezna Salma (králova mladší dcera)
  - Princ Hášim (králův mladší syn)

### Potomci krále Husajna Jordánského
- Královna Núr (čtvrtá manželka a vdova krále Husajna)
  - Hamzá a princezna Basmah (králův nevlastní bratr a nevlastní švagrová)
    - Princezna Haja (králova nevlastní neteř)
    - Princezna Zajn (králova nevlastní neteř)
    - Princezna Núr (králova nevlastní neteř)
    - Princezna Badija (králova nevlastní neteř)
    - Princ Husajn (králův nevlastní synovec)
    - Princ Muhammad (králův nevlastní synovec)

  - Princ Hášim a princezna Fahdá (králův nevlastní bratr a nevlastní švagrová)
    - Princezna Hálá (králova nevlastní neteř)
    - Princezna Rayet (králova nevlastní neteř)
    - Princezna Fátima (králova nevlastní neteř)
    - Princ Husajn (králův nevlastní synovec)
    - Princ Mohammad (králův nevlastní synovec)

  - Princezna Iman (králova nevlastní sestra)
  - Princezna Rája (králova nevlastní sestra)
  - Princezna Hája (králova nevlastní sestra)
  - Princ Ali a princezna Rym (králův nevlastní bratr a nevlastní švagrová)
    - Princezna Džalila (králova nevlastní neteř)
    - Princ Abdalláh (králův nevlastní synovec)
- Princezna Muna (druhá manželka krále Husajna; matka krále)
  - Princ Fajsal a princezna Zajna (králův bratr a švagrová)
    - Princezna Ajá (králova neteř)
    - Princ Omar (králův synovec)
    - Princezna Sára (králova neteř)
    - Princezna Aiša (králova neteř)
    - Princ Abdalláh (králův synovec)
    - Princ Muhammad (králův synovec)
    - Princezna Radžá (králova neteř)

  - Princezna Alia (králova bývalá švagrová)
  - Princezna Aiša (králova sestra)
  - Princezna Zajn (králova sestra)
  - Princezna Alia (králova nevlastní sestra)

### Potomci krále Talála Jordánského
- Princezna Taghrid (králova teta)
  - Princ Talál a princezna Ghida (králův bratranec a jeho manželka)
    - Princ Husajn (syn králova bratrance)
    - Princ Muhammad (syn králova bratrance)
    - Princezna Radžá (dcera králova bratrance)

  - Princ Ghazi a princezna Miriam (králův bratranec a jeho manželka)
    - Princezna Tasneem (dcera králova bratrance)
    - Princ Abdalláh (syn králova bratrance)
    - Princezna Dženná (dcera králova bratrance)
    - Princezna Salsabil (dcera králova bratrance)
- Princezna Firjal (králova bývalá teta)
  - Princ Hassan a princezna Sarvath (králův strýc a teta)
    - Princezna Rahma (králova sestřenice)
    - Princezna Sumaja (králova sestřenice)
    - Princezna Badija (králova sestřenice)
    - Princ Rašid a princezna Zajna (králova sestřenice a sestřenice)
      - Princ Hassan (králův bratranec po odstranění)
      - Princ Talál (králův bratranec po odstranění)
- Princezna Basma (králova teta)

### Potomci krále Abdalláha I. Jordánského
- Princ Ali a princezna Reema (králův bratranec a jeho manželka)
  - Princ Muhammad a princezna Sima (králův bratranec z druhého kolena a jeho manželka)
    - Princ Hamzá (králův bratranec z druhého kolena)
    - Princezna Rania (králova sestřenice z druhého kolena)
    - Princezna Karma (králova sestřenice z druhého kolena)
    - Princ Haidar (králův bratranec z druhého kolena)

  - Princezna Na'afa (králova sestřenice z druhého kolena)
  - Princezna Radžwa (králova sestřenice z druhého kolena)
  - Princezna Basma Fátima (králova sestřenice z druhého kolena)
- Princ Asem a princezna Sana (králův bratranec a jeho manželka)
  - Princezna Jasmine (králova sestřenice z druhého kolena)
  - Princezna Sára (králova sestřenice z druhého kolena)
  - Princezna Núr (králova sestřenice z druhého kolena)
  - Princezna Salha (králova sestřenice z druhého kolena)
  - Princezna Nedžla (králova sestřenice z druhého kolena)
  - Princ Najef a princezna Fará (králův bratranec z druhého kolena a jeho manželka)
    - Princ Najef (králův bratranec z druhého kolena)
- Princezna Nafeh (králova prateta)

### Iráčtí Hášimovci (potomci prince Ra'ad ibn Zaída)
Potomci iráckého hášimovského prince Raáda ibn Zaída získali jordánské občanství a jsou titulováni Jeho královská Výsost a princ jordánský. Mezi potomky patří princ Zaíd bin Raád, jordánský diplomat, který v letech 2014 až 2018 působil jako vysoký komisař OSN pro lidská práva, a princ Mired bin Raád.

### Lidé nepatřící do královské rodiny
Řada členů klanu Dhawu Awn migrovala s emírem Abdalláhem I. do Transjordánska na počátku 20. let 20. století. Několik jejich potomků získalo prominentní postavení v jordánském státě, včetně pozic náčelníka královského dvora, předsedy vlády a velvyslance. Potomci klanu Dhawu Awn jsou označováni jako šarifové a kromě Zaída ibn Šakera jim nebyl udělen titul prince. Mezi příklady patří bývalí premiéři a náčelníci královského dvora šarif Husajn ibn Násir, šarif Abdelhamid Šaraf, královna Zajn Ál-Šaraf (manželka krále Talála a matka krále Husajna) a její bratr šarif Násir bin Džamil.
Titul prince je v Jordánsku obvykle omezen pouze na patrilineární potomky kteréhokoli ze čtyř synů Husajna bin Alího, šarifa Mekky.
Šarif Alí bin ál-Husajn byl vůdcem politické strany Irácké konstituční monarchie a v současné době používá titul „šarif“.
Královna Dina Abdul-Hamíd byla také členkou rodu Hášimovců. Byla oprávněna používat čestný titul šarífa Mekky jako agnatický potomek Hasana ibn Alího, vnuka Mohameda.

#### Potomci prince Zaida ibn Šakera
Princ Zaíd ibn Šaker, bývalý premiér a vrchní velitel jordánské armády, byl členem klanu Dhawu Awn, jehož otec Šaker ibn Zaíd migroval do Transjordánska se svým bratrancem Abdalláhem I. Jordánským. V roce 1996 mu byl udělen nedědičný titul „princ“. Jeho děti, jeden syn a jedna dcera, jsou oslovováni jako „šarifové“ – nikoli princ a princezna.